# Jacques Vieille
Pour les articles homonymes, voir Jacques Vieille (artiste).
Jacques Vieille, né le 28 octobre 1919 dans le 11e arrondissement de Paris et mort le 25 août 2011 à La Ciotat, est un écrivain français. 

## Biographie
Issu par sa mère d'une lignée de terriens et de maçons creusois qui construisirent Paris, et du Haut Doubs et de Lille par son père, il a toujours été déchiré entre l'amour de la terre de ses ancêtres et l'appel de la mer. Officier supérieur des Affaires maritimes, il a vécu sa vie comme un héros romanesque du quotidien.
Il a été le "passeur officiel" de la traduction et de la publication du Petit Prince de Saint Exupéry et de La Peste d'Albert Camus aux États-Unis en 1943. Il a parcouru le monde et le XXe siècle après avoir connu les premiers congés payés, la débâcle de 1940, l'Amérique du Nord durant la Seconde Guerre mondiale, et il a collaboré à plusieurs revues maritimes et publié de nombreux livres romanesques, techniques ou juridiques liés à l'univers de la mer.